# 椎名酯化反应
椎名酯化反应 (英语：Shiina Esterification) 是有机化学中的一个化学反应，是一种以芳香族羧酸酐作为脱水缩合剂来合成酯的方法。1994年使用路易斯酸催化剂的方法[1][2]，以及2002年使用亲核催化剂的方法被椎名勇教授提出[3][4]。

## 机制
当在芳香族羧酸酐和催化剂的作用下，向脂肪族羧酸中加入醇后，通过如下所示的过程得到相应的酯。在酸性条件下，椎名酯化反应中使用路易斯酸催化剂；而在碱性条件下，椎名酯化反应中则使用亲核性催化剂。
在酸性条件下的反应中，首先，路易斯酸催化剂作用于芳香族羧酸酐，被激活的芳香族羧酸酐与脂肪族羧酸反应，生成混合酸酐 (Mixed Anhydride, MA)。接下来，MA中含有脂肪族羧酸的部位被激活，醇择性地对其中一个羰基碳进行亲核攻击。同时，从MA中产生的芳香族羧酸残基作为脱质子剂起作用，从而生成脂肪族羧酸的酯。就反应的平衡而言，芳香族羧酸酐从原料中夺取一个水分子的原子，反应结束后自身变成两分子芳香族羧酸。由于路易斯酸催化剂在反应结束时会再生，因此只需要使用比原料少的量就足够了。
在碱性条件下的反应中，常使用2-甲基-6-硝基苯甲酸酐 (MNBA) 作为脱水缩合剂[5]。在使用MNBA进行酯化的情况下，亲核催化剂首先作用于MNBA，从而产生活性酰基羧酸酯。当脂肪族羧酸与其反应时，与酸性条件下的反应类似，生成MA。随后，亲核催化剂选择性地作用于MA中所含的脂肪族羧酸部分，再次得到活性酰基羧酸酯。醇对羰基进行亲核攻击，同时2-甲基-6-硝基苯甲酸的羧酸根阴离子充当脱质子剂，生成脂肪族羧酸的酯。从反应的平衡来看，MNBA从原料中除去了相当于一个水分子的原子，反应结束时自身变成了两分子的2-甲基-6-硝基苯甲酸的胺盐。由于亲核催化剂在反应结束时会再生，因此只需要使用比原料少的量就足够了。

## 补充
在椎名酯化反应过程中，除了最终的醇的亲核攻击之外，其他的反应都是可逆反应。因此，整个反应中同时存在芳香族羧酸酐和混合酸酐 (MA)。另外，通过MA歧化而生成的脂肪族羧酸酐也同时存在于整个化学系内，但它们不分离而是直接作为混合物使用。由于三者的混合物被路易斯酸催化剂或亲核催化剂活化并与醇反应，因此有可能不仅可以得到目标的脂肪族羧酸酯，还有可能获得作为副产物的芳香族羧酸酯。
在酸性条件下的反应中，使用4-三氟甲基苯甲酸酐 (TFBA) 作为芳香族羧酸酐；在碱性条件下的反应中，因为使用了2-甲基-6-硝基苯甲酸酐作为芳香族羧酸酐，所以作为副产物的芳香族羧酸酯几乎不会生成。(化学选择性为 200:1 或更高。)
椎名酯化反应不仅用于羧酸与醇之间的分子间反应，还用于羟基羧酸之间的分子内反应 (椎名内酯化反应) 。分子间和分子内反应均用于人工合成各种天然产物和药理活性化合物[6][7]。酰胺和肽也可由羧酸和胺反应得到[8]。
对于酸性条件下的反应，路易斯酸催化剂如金属三氟甲磺酸盐具有高活性；而对于碱性条件下的反应，则会使用N,N-二甲基-4-氨基吡啶 (DMAP) ，N,N-二甲基-4-氨基吡啶 N-氧化物 (DMAPO)和4-吡咯烷吡啶 (PPY)。
在碱性条件下的椎名酯化反应中，通过使用手性亲核催化剂实现不对称合成。首先，在手性亲核催化剂存在下，外消旋脂肪族羧酸与适当的羧酸酐反应生成相应的MA，并使其与非手性醇反应以实现外消旋羧酸的动力学光学分离[9]。该方法可以得到光学活性羧酸和光学活性羧酸酯。此外，通过改变反应物的组合来进行外消旋醇的动力学光学拆分。也就是说，通过将非手性脂肪族羧酸与适当的羧酸酐反应生成MA，然后将其与外消旋醇反应，可以获得光学活性醇和光学活性羧酸酯[10]。

## 相关项目
- 缩合剂
- 椎名内酯化反应
- 费歇尔酯合成反应
- DCC缩合
- 山口内酯化反应
- 光延反应